# Angulo (mártir)
San Angulo (Angulus, Augurius, Augulus, Aule, Ouil) fue un obispo y mártir del siglo III o IV en una ciudad llamada Augusta en Gran Bretaña, o quizás en Normandía. Posiblemente era de origen irlandés.
Se sabe poco de él, pero su fiesta se celebra el 7 de febrero.

## Relato de los monjes de Ramsgate
Los monjes de la abadía de San Agustín en Ramsgate escribieron en su Libro de los Santos (1921): 

AUGULUS (AUGUSTUS) (Santo) Bp. M. (7 de febrero)
(Siglo IV) Su nombre aparece en el Martirologio de San Jerónimo como Obispo. Otras autoridades antiguas lo describen como un Mártir que entregó su vida por Cristo en Londres. Esto sería en la persecución bajo Diocleciano en la que sufrió San Albano hacia el año 303 d.C. San Augulo es llamado Augusto por Beda el Venerable, y Augurio por algunos otros autores. Ha sido identificado por escritores franceses con San Ouil o Aule de Normandía.

## Relato de Butler
El hagiógrafo Alban Butler (1710-1773) escribió en su Lives of the Fathers, Martyrs, and Other Principal Saints bajo el 7 de febrero: 

Su nombre aparece con el título de obispo en todas las copias manuscritas del antiguo Martirologio Occidental, que lleva el nombre de San Jerónimo. El de la abadía de Esternach, muy antiguo, y varios otros, lo califican de mártir. Probablemente recibió esa corona poco después de San Albano. Todos los martirologios lo sitúan en Bretaña, y en Augusta, nombre que se dio a Londres, como Amm. Marcellinus menciona; nunca a York, por lo que Henschenius querría que se tomara en este lugar, porque era en aquel tiempo la capital de Britania. En la antigua copia del martirologio de Bede, que se usaba en San Agnan de Orleans, se le llama San Augusto; en algunas otras San Augurio. Los franceses lo llaman San Aule. Chatelain piensa que es el mismo santo que es famoso en algunas partes de Normandía bajo el nombre de San Ouil.

## La opinión de O'Hanlon
John O'Hanlon (1821-1905) en su Vidas de los santos irlandeses habla de «San Augulus, Augurius o Augulius, obispo de Augusta, en Gran Bretaña. [Siglo III o IV]» bajo el 7 de febrero.
Señala que no existen Actas de Augurio, aunque varios escritores han aludido a él y sitúan su festividad el 7 de febrero.
Se dice que era de origen irlandés y que presidía Augusta, en Bretaña, que pudo ser el nombre de Londres.
Posiblemente Augusta podría haber sido algún otro lugar, como York..
O'Hanlon continúa:

A una edad avanzada Augurio sufrió el martirio, no como dicen algunos, el año 253 d.C., bajo el emperador Decio, sino, como piensa Colgan, después del año 300 d. C. El martirologio inglés y Cressy afirman que su triunfo tuvo lugar el 7 de febrero, alrededor del año de Cristo, 305, y un poco después del martirio de San Albano o San Albino. Así, su triunfo debe atribuirse al período del emperador Diocleciano. Un escritor escocés, Hunibert, es citado por Dempster para probar que la misión, predicación, trabajos y milagros de este santo mártir se limitaron a Escocia. Se ha afirmado falsamente por el mismo escritor, que las primeras enseñanzas del cristianismo habían desaparecido por completo de Inglaterra, alrededor del año 360. Pero el Padre Henschenius se esfuerza por demostrar, a partir de las autoridades citadas, cuán falsa es la afirmación de Dempster, en referencia a la historia británica en ese período. Algunos escritores sitúan la muerte de Augulus, tan tarde como el año 361, y, entre ellos se encuentran Genebrard, Horolanus, y el escritor escocés, Dempster.

O'Hanlon discute otros desacuerdos entre las diversas fuentes, y concluye:

Se le registra como obispo y como mártir. El reverendo S. Baring-Gould cuestiona esta última designación y señala, muy justamente, que se sabe muy poco de él. Los franceses llaman a este santo obispo San Aule. Chatelain piensa que es el mismo que un santo famoso en algunas partes de Normandía bajo el nombre de San Ouil. No parece deseable extenderse más sobre los Hechos de este santo hombre, ya que, en realidad, no se puede reflejar una gran cantidad de luz sobre ellos.